# Passions, He Had Three
Pour plus de détails, voir Fiche technique et Distribution.
Passions, He Had Three est un film muet américain réalisé par Henry Lehrman sorti en 1913.

## Fiche technique
- Titre : Passions, He Had Three
- Réalisation : Henry Lehrman
- Producteur : Mack Sennett
- Studio de production : The Keystone Film Company
- Distribution : Mutual Film Corporation
- Pays : américain
- Format : Noir et blanc - 1,37:1 - Format 35 mm
- Langue : film muet intertitres anglais
- Genre : Comédie
- Durée : ½ bobine[1]
- Date de la sortie : États-Unis : 5 juin 1913

## Distribution
- Roscoe Arbuckle : Henry
- Beatrice Van : Jenny Brown
- Charles Avery : Si Black
- Nick Cogley : Jenny's Father
- Alice Davenport : Jenny's Mother
- Rube Miller : Far,hand